# Pedro Ramalho
Pedro Cândido Almeida d'Eça Ramalho (n. Caminha, 1937), arquiteto pela Escola Superior de Belas-Artes do Porto em 1968. Em 1989, foi-lhe atribuído o prémio de Arquitetura da Associação Internacional dos Críticos de Arte. No ano de 2019, doou o seu acervo à Casa de Arquitetura. Presentemente, exerce a atividade liberal como arquiteto e é diretor do Departamento de Arquitetura da Universidade Lusófona do Porto.

## Obras selecionadas

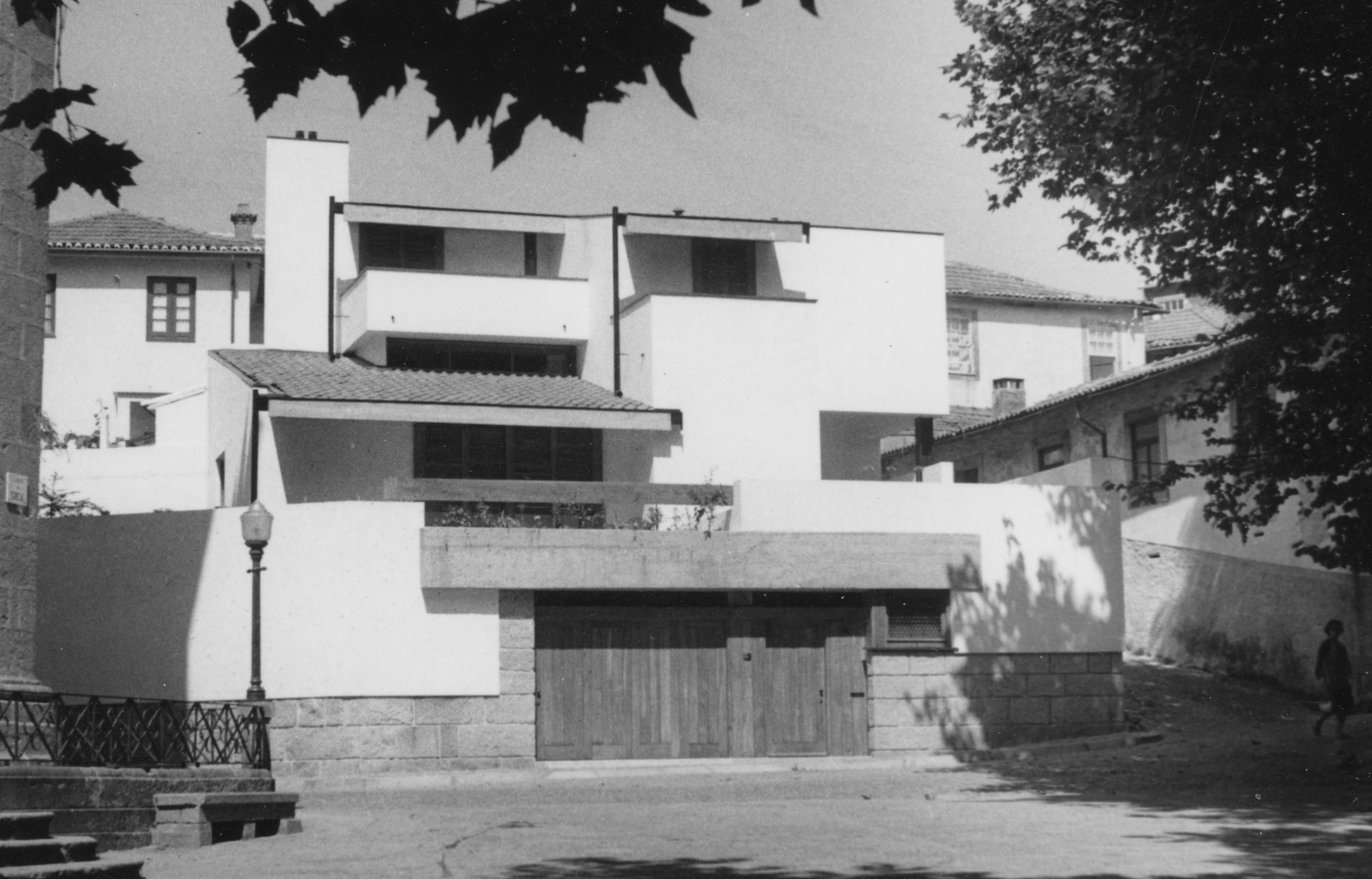
Casa Emílio Peres, Porto, 1966.

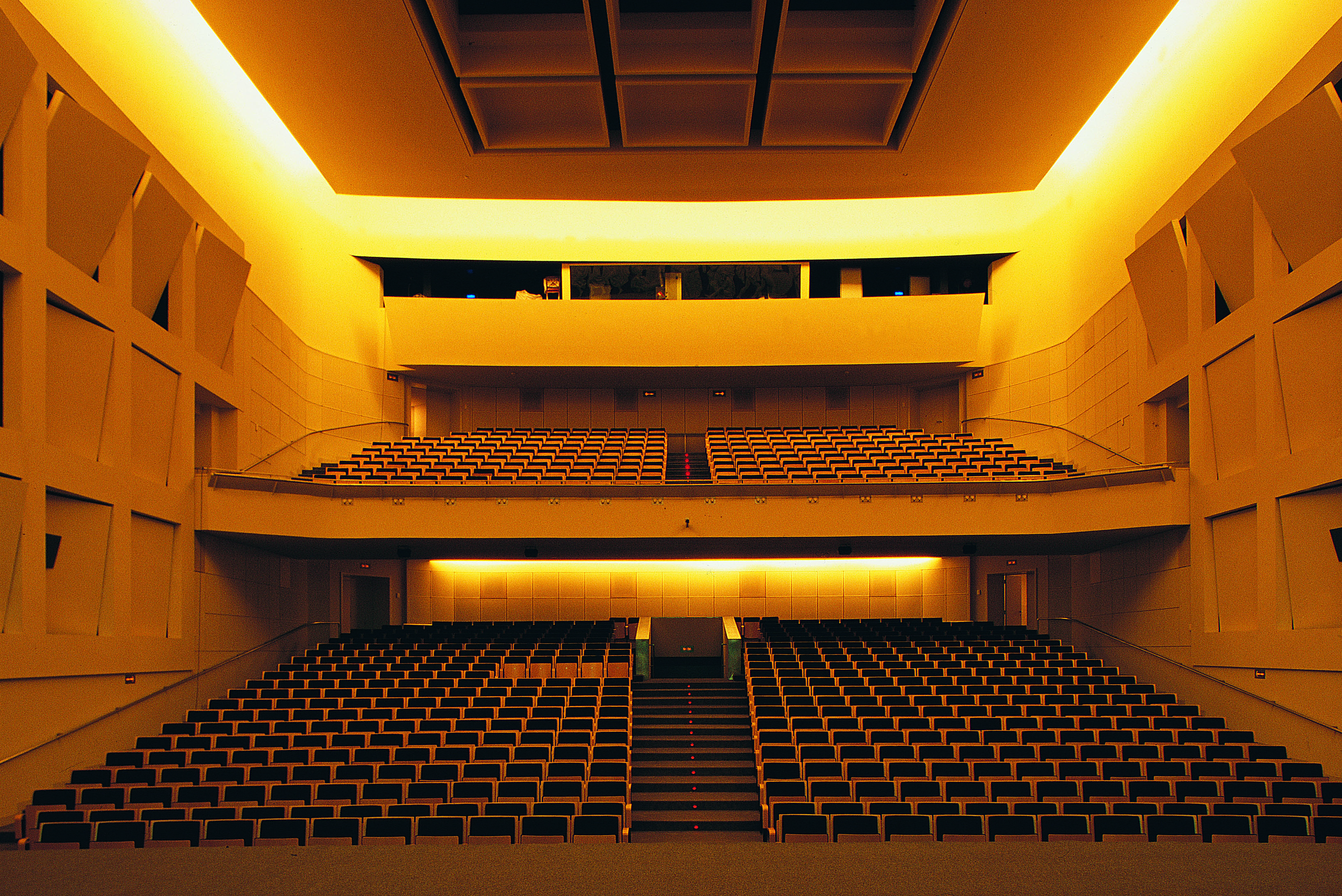
Auditório Teatro Rivoli, Porto, 1992.

- Moradia Dr. Emílio Peres, Porto (1963/66)[4]
- Cinco Blocos Residenciais na Pasteleira, Porto (1964/73)[5]
- Operação SAAL - Zona das Antas, Porto (1974/76)[6] [7]
- Museu e Auditório na rua D. Hugo, Porto (1974/78)
- Conjuntos Habitacionais de 359 fogos, FFH – Guimarães (1973/76) e de 516 fogos para CHE “As Sete Bicas”, Matosinhos (1988/94)
- Piscina Municipal de Matosinhos (1975/79)
- Edifício Paços do Concelho de Águeda (1981/85)
- Moradia Carlos Sousa, Porto (1983)
- Departamento de Gestão da Universidade de Aveiro (1988/93)
- Palácio de Justiça de Matosinhos (1989/99)
- Faculdade de Engenharia da Universidade do Porto (1990/99)[8]
- Recuperação do Teatro Rivoli, CMP, Porto (1992/97)
- Cantina Universitária no Polo II da Universidade do Porto (1996/01)
- Casa das Artes, CMF, Vila Nova de Famalicão (1999/01)
- Edifício INEGI, Porto (2002/2008)
- POLIS - Plano de Pormenor para a Frente Ribeirinha, Vila Nova de Gaia (2003)
- Casa Atelier Ângelo de Sousa, Porto (2005/08)
- Escola Secundária Santa Maria Maior, Viana do Castelo (2009/12)

## Prémios
- Prémio Nacional de Arquitetura - AAP, 1988 - Menção Honrosa.
- Prémio de Arquitetura da Associação Internacional dos Críticos de Arte/ SEC, 1989.[9]
- Prémio INH, 1991.
- Prémio Nacional de Arquitetura - AAP, 1993 - Menção Honrosa
- Prémio João de Almada – CMP, 2000